# Synagoge von Apameia

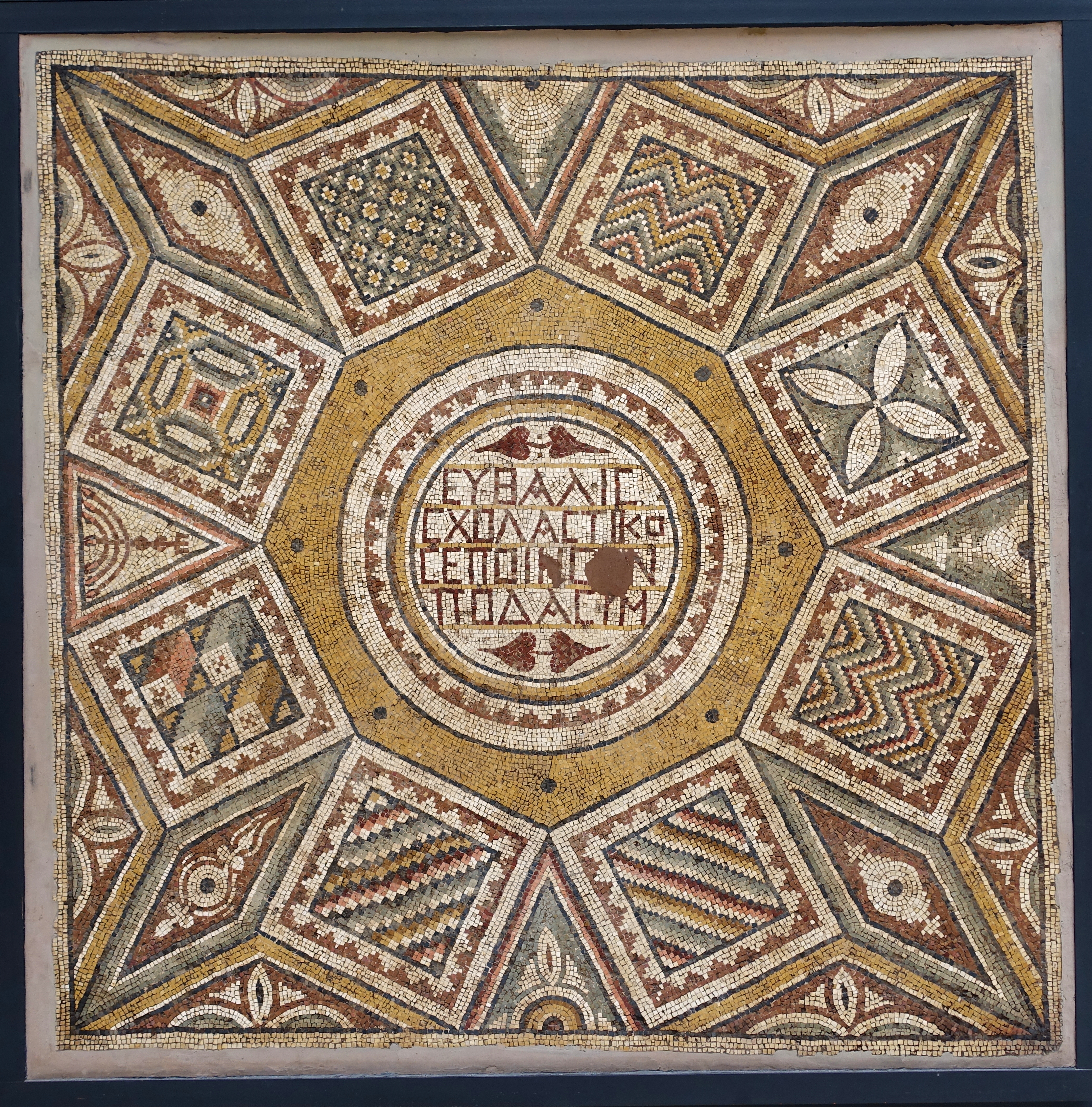
Eines der größten Mosaikfelder stiftete Euthalis, der Scholastikos (Cinquantenaire Museum, Brüssel)

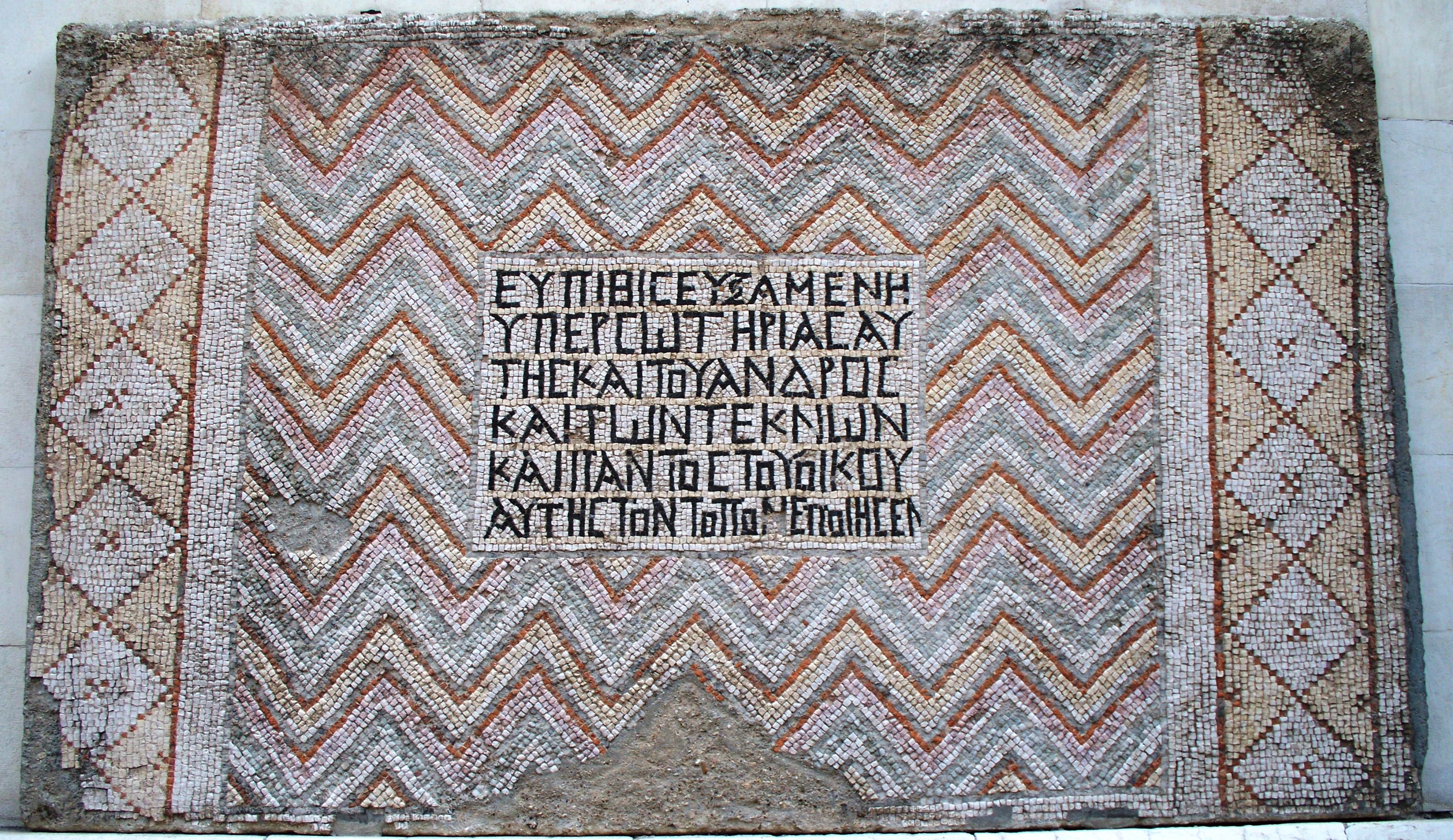
„Eupithis ließ, aufgrund eines Gelübdes, diese Fläche machen, für ihr Wohlergehen und das Wohlergehen ihres Mannes, ihrer Kinder und ihres ganzen Haushalts.“ (Nationalmuseum Damaskus)

Die Synagoge von Apameia war eine antike Synagoge in Apameia am Orontes. Sie befand sich an der großen Kolonnadenstraße (Cardo) südöstlich der Kreuzung mit dem Decumanus, also in sehr zentraler Lage. Sie wurde im späten 4. Jahrhundert errichtet, aber schon nach einigen Jahrzehnten zerstört.

## Forschungsgeschichte
Die Synagoge wurde 1934 während der vierten Grabungskampagne der Mission Archaeologique Belge unter Leitung von Fernand Mayence ausgegraben. Da eine Inschrift das Jahr 703 der seleukidischen Ära (392 n. Chr.) nennt, konnte der Mosaikfußboden genau datiert werden. Die Grabungsberichte des belgischen Teams wurden jedoch bei zwei Feuern im Brüsseler Musée du Cinquantenaire 1944 und 1946 zerstört, so dass nur die Vorberichte erhalten sind.

## Baubeschreibung, Mosaikfußboden und Inschriften
Der Hauptraum maß 15,5 × 9 Meter und hatte in der Südwand eine quadratische Nische, die wahrscheinlich als Toraschrein diente. Der Fußboden ist mit mehreren Mosaiken ausgelegt, die bis auf eine Menora rein geometrisch sind. Die Synagoge weicht darin von der Synagogenbautradition in Syrien und Palästina ab, „die durchaus zu bildlichen Darstellungen auf Mosaikfußböden neigte.“
Singulär sind die zahlreichen griechischen Inschriften, die jeweils vermelden, wie viel Fuß des Mosaikbodens von einem Stifter oder zu Ehren einer Familie gespendet wurden.
Als Würdenträger treten auf: der Vorsitzende des Antiochener Ältestenrats, mehrere Synagogenvorsteher, ein Ältester (Presbyter), ein Chasan und ein Diakon. Neunmal treten Frauen als Stifterinnen allein auf und dreimal zusammen mit ihren Ehemännern.

## Nachfolgebau
Im 5. Jahrhundert wurde die auch als Kathedrale bezeichnete, Kosmas und Damian geweihte Atriumskirche über der zerstörten Synagoge gebaut, zunächst ein schlichter Apsidensaal. Vergrößert und verschönert wurde sie nach den Erdbeben 526 und 528 neu errichtet. „Die absichtsvolle Umwandlung von Diaspora-Synagogen in Kirchen demonstriert, welche politische Macht das Christentum mittlerweile gewonnen hatte.“